# 海心沙 (海珠區)

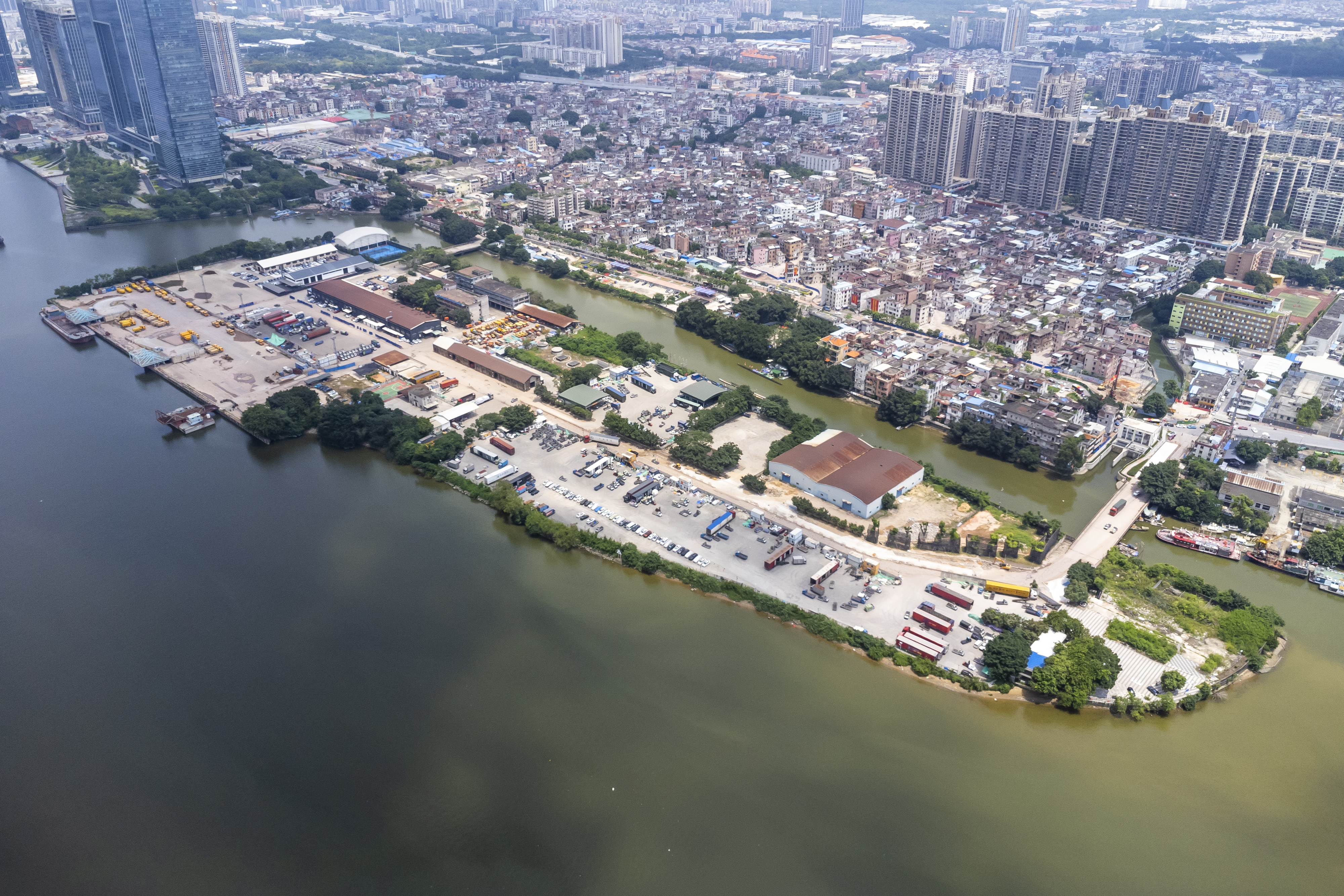
从空中俯瞰南海心沙

海心沙，是中国广东省广州市的島嶼，位于海珠区沥滘村南侧。海心沙岛地处洛溪大桥及新光大桥之間，南面与番禺区沙滘岛相望。该岛近年也被称作南海心沙，以与天河区名气更大的同名岛屿作区分。
海心沙岛由珠江泥沙沉积而成。原属沥滘村的新渔、大沙两个自然村，岛上种有水果和蔬菜；1987年被广州港征收，成为广州港河南港务分公司的厂区，并设有5,000吨级的货运码头。
海心沙岛的货运码头曾在21世纪初的规划中改造为大型客运港，使该岛成为广州南部的综合交通枢纽。岛北侧在2006年建成了地铁沥滘站。但由于规划未落实，加上沥滘村改造受阻，故该岛现时仍维持原状，通往岛上的地铁出口亦未开放。

## 其他
- 海心沙